# Boltinggaard
Boltinggaard er en herregård, som er dannet af landsbyen Boltinge i 1589 af Peder Thott. Herregården ligger i Ringe Sogn, Gudme Herred, Faaborg-Midtfyn Kommune. Hovedbygningen er opført i 1854.
Boltinggaard Gods er på 665 hektar, hvor af 300 hektar er landbrugsjord og 250 hektar er skovbruget. Landbruget er forpagtet ud til godsets tidligere forvalter, i mens skovbruget drives af godset selv.
De nuværende ejer Nicoline og Peter-Vilhelm Rosenstand flyttede ind i år 2005. Lige siden har den gamle herregård gennemgået store istandsættelser. I dag drives forretningen af bryllupper, events, konferencer samt til filmophold, hvor der er plads til overnatning i de 27 gæsteværelser på godset.
I år 2020 købte ejerne Skandinaviens største periodiske kostumesamling af den prisbelønnede kostumier Manon Rasmussen. Hele samlingen strækker sig fra år 1700-tallet frem til 1990érne og hele samlingen fylder 1000m2. En lang række indenlandske og udenlandske film har lånt kostumer fra denne enorme kostumesamling. Kostumerne er lejet ud til bl.a. TV2 serien Badehotellet og TV2 Charlie serien Sygeplejeskolen samt spillefilm såsom Lykke Per og Pagten.

## Filmografi
På Boltinggaard er der blevet optaget en række danske spillefilm. Til filmhold tilbyder Boltinggaard overnatning i deres 27 gæsteværelser. Derudover har de et 365m2 stort filmstudie til postproduktioner, men anvendes også fotoshoots. Nedenfor er listet nogle af spillefilmene og TV produktioner der har været på Boltinggaard fra år 2016-2020.
- Dan Dream (2016): Komedie filmen med Casper Christensen og Frank Hvam.
- Tinkas juleeventyr (2017): TV2 julekalenderen.
- Lykke Per (2017): Baseret på romanen af Henrik Pontoppidan og produceret af Bille August.
- Håbet (2017): TV2 drama tv-serien med Lars Brygmann.
- Den tid på året (2017): Julekomedie filmen med bl.a. Paprika Steen og Sofie Gråbøl.
- Mødregruppen (2018): Komedie filmen med bl.a. Lærke Winther, Danica Curcic og Anders W. Berthelsen.
- Tinka og kongespillet (2018): Efterfølgeren af TV2s succesrige Tinkas juleeventyr.
- Jagtsæson (2019): Komedie filmen med Mille Dinesen, Lærke Winther og Stephania Potalivo.
- Retfærdighedens Ryttere (2020): Komedie, action og drama filmen med bl.a. Mads Mikkelsen, Nikolaj Lie Kaas, Nicolas Bro og Lars Brygmann.
- Pagten (2021): Spillefilmen om den berømte forfatter Karen Blixen og hendes venskab til digteren Thorkild Bjørnvig.

## Ejere af Boltinggaard
- (1589-1604) Peder Thott
- (1604-1617) Christen Pedersen Thott
- (1617-1640) Sophie Below, gift Thott
- (1640-1667) Henrik (Christensen) Thott
- (1667-1670) Margrethe Friis
- (1670-1696) Henrik Gyldenstierne
- (1696-1709) Anna Helvig von der Kuhla gift Gyldenstierne
- (1709-1713) Anna Vind von der Kuhla gift Kaas
- (1713-1773) Henrik Hansen Bielke Kaas
- (1773-1801) Hans Henrik von Eickstedt
- (1801-1803) Henrik Jørgen Huitfeldt
- (1803-1809) Hans Jørgen Hansen
- (1809-1812) Johannes Holm / Frederik Christian Wamberg
- (1812-1820) Frederik Juel
- (1820-1853) Det Gersdorffske Fideikommis
- (1853-1854) Holger Christian Petersen
- (1854-1857) urmager Jessen
- (1857-1870) Hans Langkilde
- (1870-1909) Henning Laursen
- (1909-1923) Enke Fru Langkilde gift Laursen
- (1923) Udstykningsforeningen For Sjælland Og Fyns Stifter
- (1923-1930) S. Mikkelsen
- (1930-1940) C. Clausen
- (1940-1950) Forskellige Ejere
- (1950-1960) P. Ejby Hansen
- (1960-1975) Hans Christian Madsen
- (1975-1996) Knud Andersen
- (1996-) Peter-Vilhelm Rosenstand (søn)